# Agrilinos
Agrilinos (Agrilini) é uma tribo de besouros metálicos perfuradores de madeira da família Buprestidae. Existem pelo menos 40 géneros descritos em Agrilini.

## Subtribos e Géneros
Biolib lista quatro subtribos:

### Agrilina
Auth.: Laporte, 1835
1. Agrilochyseus Théry, 1935
2. Agrilodia Obenberger, 1923
3. Agriloides Kerremans, 1903
4. Agrilus Curtis, 1825
5. Australodraco Curletti, 2006
6. Autarcontes Waterhouse, 1887
7. Bellamyus Curletti, 1997
8. Callipyndax Waterhouse, 1887
9. Dorochoviella Jendek, 2006
10. Malawiella Bellamy, 1990
11. Maublancia Bellamy, 1998
12. Mychommatus Murray, 1868
13. Nelsonagrilus Jendek, 2006
14. Omochyseus Waterhouse, 1887
15. Parakamosia Obenberger, 1924
16. Pilotrulleum Bellamy & Westcott, 1995
17. Sakalianus Jendek, 2007
18. Sarawakita Obenberger, 1924
19. Sjoestedtius Théry, 1931

### Amorphosternina
Auth.: Cobos, 1974
1. Amorphosternoides Cobos, 1974
2. Amorphosternus Deyrolle, 1864
3. Bergidora Kerremans, 1903
4. Diadora Kerremans, 1900
5. Diadorina Cobos, 1974
6. Helferina Cobos, 1956

### Amyiina
Auth.: Holyński, 1993
1. Amyia Saunders, 1871
2. Euamyia Kerremans, 1903
3. Pareumerus Deyrolle, 1864

### Rhaeboscelidina
Auth.: Cobos, 1976
1. Paragrilus Saunders, 1871
2. Rhaeboscelis Chevrolat, 1838
3. Velutia Kerremans, 1900

### Géneroincertae sedis
1. Deyrollius Obenberger, 1922
2. Eumerophilus Deyrolle, 1864
3. Lepismadora Velten in Velten & Bellamy, 1987
4. Nickerleola Obenberger, 1923
5. Parasambus Descarpentries & Villiers, 1966
6. Pseudagrilodes Obenberger, 1921
7. Pseudagrilus Laporte, 1835
8. Sambus Deyrolle, 1864
9. Wendleria Obenberger, 1924